# Parti progressiste réformiste
Le parti progressiste réformiste (Progressive Reform Party en anglais ou Progressiewe Reformiste Party en afrikaans) est un parti politique d'Afrique du Sud fondé le 26 juillet 1975 lors de la fusion du parti progressiste de Colin Eglin avec le parti réformiste de Harry Schwarz. Partisan d'une charte des droits, de réformes constitutionnelles vers une évolution fédérale de l'Afrique du Sud, d'une franchise électorale basée sur des critères d'instructions et des critères de revenus, du partage du pouvoir avec la population noire du pays et de l’abolition des lois de l'Apartheid, le parti progressiste réformiste soutient l'économie de marché, la propriété privée des moyens de production et le système capitaliste.  
Tant le parti progressiste que le parti réformiste ont été créés par des dissidents du parti uni. En 1977, le ralliement d'autres dissidents du parti uni au parti progressiste réformiste aboutit à la formation du parti progressiste fédéral. 

## Programme
Lors de son congrès fondateur, le parti progressiste réformiste résume son programme en 7 points : 
- la reconnaissance de la dignité et de la valeur humaine de chaque être individu, indépendamment de sa race ou de ses origines,
- l'élimination de toute discrimination raciale, religieuse, linguistique, sexuelle envers tout citoyen d'Afrique du Sud, et la création de conditions pour favoriser l'exercice de l'égalité des chances entre tous les Sud-africains,
- la protection des religions, langues et patrimoines culturels des différents groupes de population formant la nation sud-africaine,
- le partage équitable du pouvoir politique et la mise en place de garanties constitutionnelles envers les minorités afin de les protéger contre la domination et l'oppression de n'importe quel autre groupe racial du pays,
- le rétablissement et le maintien de la primauté du droit et la protection des libertés civiles,
- l'amélioration de la qualité de vie et du niveau de vie des citoyens via le développement énergétique.
- le maintien du statut souverain de l'Afrique du Sud en tant qu'état africain et la coopération inter-étatique sur le continent afin de promouvoir l'avancement social et économique de ses habitants[1].

Si le parti soutient l'adoption d'une déclaration des droits, il écarte encore le suffrage universel au niveau national  mais soutient à la place le principe d'une franchise électorale pour permettre à tout citoyen adulte d'Afrique du Sud, de niveau au minimum de l'instruction primaire et économiquement autonome, de pouvoir voter aux élections. Dans ce cadre, il est ainsi favorable à la mise en place d'un État fédéral très décentralisé, qui permettrait de réintégrer les bantoustans, d'accorder le droit de vote dans le cadre d'un double collège électoral, et de protéger les minorités contre les abus de la majorité. 
Dans sa déclaration de principe, le parti progressiste réformiste préconise une Afrique du Sud ouverte et tolérante, où toute personne peut s'associer avec qui elle souhaite, peut devenir propriétaire et peut utiliser n'importe quel équipement public public. Dans le même temps, l'état ne doit pas interférer sur les conditions d'accès dans des lieux privés ni même des universités, des lieux culturels ou des syndicats. Le parti progressiste réformiste soutient le droit des parents à choisir leur église ou l'école de leurs enfants, la garantie de l'état de protéger et faciliter l'enseignement privé, la liberté académique et l'autonomie des universités. Enfin, le parti préconise une modernisation du droit du travail en supprimant la colour bar et les emplois réservés, un salaire égal pour un travail égal quelle que soit l'origine des employés, la suppression du contrôle des flux migratoires internes à l'Afrique du Sud et la suppression du système de travail migrant. 
Le 27 septembre 1975, les dirigeants du parti progressiste réformiste signent à Johannesbourg une déclaration conjointe de principes avec les dirigeants des bantoustans du KwaZulu, du Gazankulu, du Lebowa et du QwaQwa ainsi qu'avec les dirigeants du parti travailliste des métis et du congrès indien. Dans cette déclaration, ils déclarent vouloir travailler ensemble pour aboutir à un changement pacifique en Afrique du Sud et en appellent à une convention nationale représentative pour établir une nouvelle Afrique du Sud protectrice des droits des individus et des groupes, dont le gouvernement serait basé sur les territoires et non sur le statut racial. 
En 1976, le parti confirme les principes énoncés dans la déclaration conjointe et prend position en faveur d'une nouvelle constitution non raciale. Il en appelle aussi à la libération de tous les prisonniers d'organisations interdites, incarcérés pour avoir lutté contre l'apartheid et se prononce en faveur de la déségrégation obligatoire de la politique de l'éducation.

## Sociologie
Comme pour le parti progressiste, la base électorale du parti se concentre dans les milieux d'affaires anglophones et dans la haute société libérale. Sociologiquement, les électeurs du parti progressiste réformiste sont des blancs urbains et aisés, anglophones, plutôt juifs ou catholiques vivant dans la banlieue nord de Johannesbourg (Sandton, Houghton, Parktown) ou dans les banlieues et quartiers aisés du Cap (Constantia, Rondebosch, Sea Point), de Durban et de Pietermaritzburg. Le parti progressiste réformiste est soutenu par la presse anglophone que ce soit le Rand Daily Mail, le Star, le Daily Dispatch voire le Sunday Times, bien que ce dernier soit proche traditionnellement du parti uni. 
Lors de sa formation en juillet 1975, le parti peut compter sur 11 élus à la chambre basse du parlement qui compte alors 171 députés. Sa stratégie politique vise d'abord et principalement à anéantir le parti uni pour devenir l'opposition officielle. Ce sont donc les sièges des grandes villes anglophones (notamment Le Cap, Johannesbourg, Durban, Pietermaritzburg et les villes moyennes du Natal) qui sont ciblées par les stratèges du parti. A contrario, les villes afrikaans et les zones rurales du nord de la province du Cap, du Transvaal et de l'état libre d'Orange ne font pas l'objet d'investitures par le parti.  

## Évolution
En vue des élections générales sud-africaines de 1977, le parti progressiste réformiste fusionne, le 5 septembre 1977, avec un groupe dissident du défunt parti uni, mené par Japie Basson pour former le parti progressiste fédéral dont Colin Eglin devient le chef, Ray Swart le président national et Japie Basson le vice-président. Le programme en 7 points du nouveau parti comprend notamment la pleine citoyenneté  pour tous les Sud-africains et la rédaction d'une nouvelle constitution dans le cadre d'une convention nationale.  

## Membres notables
- Jan van Eck, rédacteur en chef de Deurbraak ("percée" en afrikaans), le journal de bord du parti progressiste
- Colin Eglin, député de Sea Point de 1974 à 1994
- Tony Leon, militant, futur chef du parti démocratique (1994-2000)
- Helen Suzman, député de Houghton de 1953 à 1989
- Frederik van Zyl Slabbert, député de Rondebosch de 1974 à 1977
- Harry Schwarz, député de Yeoville de 1974 à 1991
- David Dalling, député de Sandton de 1974 à 1994